# Филандари
Филанда̀ри (на италиански: Filandari, на местен диалект Xalandàri, Ксаландари) е село и община в Южна Италия, провинция Вибо Валентия, регион Калабрия. Разположено е на 486 m надморска височина. Населението на общината е 1854 души (към 2012 г.).